# Chicago Sockers
O Chicago Sockers foi um time americano de futebol fundado em 1995 como o Chicago Stingers . A equipe era membro das United Soccer Leagues (USL) e jogou em nível profissional na USISL Pro League, USISL Select League e USISL D-3 Pro League até 1999. O clube recebeu o nome de Sockers e optou por ser rebaixado para a amada USL Premier Development League (PDL), a quarta divisão da pirâmide do futebol americano, para a temporada de 1999.
O Sockers foi um dos times amadores de maior sucesso no final dos anos 90, conquistando três títulos nacionais, incluindo o Campeonato PDL consecutivo em 1999 e 2000, alcançando dois playoffs de divisão e chegando às quartas de final e semifinal da US Open Cup antes de 2000. Após a temporada de 2000, apesar de ser o campeão da PDL, os Sockers desistiram. No entanto, o clube sobrevive como uma organização de futebol juvenil com o mesmo nome.
Os Sockers jogaram em casa no Olympic Park, na vila de Schaumburg, Illinois, um subúrbio de Chicago . As cores da equipe eram azul e branco.

## História
O Chicago Stingers foi fundado em 1995 como um clube profissional para jogar na USL. O clube jogou em várias ligas profissionais de transição na USL, incluindo a USISL Pro League, a USISL Select League e a USISL D-3 Pro League, que na época representavam o segundo ou o terceiro nível do futebol profissional na pirâmide americana sob a Major League Soccer (MLS).
Para a temporada de 1999, o clube passou a se chamar Chicago FC Sockers (ou Chicago Sockers ) e se rebaixou para a USL Premier Development League (PDL), considerada a principal liga amadora nacional e a quarta divisão da pirâmide. Os Sockers tiveram uma primeira temporada de muito sucesso no PDL, terminando em segundo na Divisão dos Grandes Lagos e derrotando o Spokane Shadow por 3 a 1 no PDL Championship.
Os Sockers foram campeões novamente em 2000, após uma mudança para a Divisão Heartland, terminando em primeiro lugar na temporada regular e derrotando o Mid-Michigan Bucks por 1-0 na final do Campeonato.

## Programas para jovens
O Chicago Sockers é agora um proeminente programa de futebol juvenil, localizado em Palatine, Illinois. O programa é classificado como o quinto melhor programa de futebol juvenil para meninos, tanto pelo nationalsoccerranking.com quanto pelo Soccer America. Os Sockers jogam na Liga de Futebol do Norte de Illinois (NISL), na Academia de Desenvolvimento de Futebol dos EUA e na Liga Nacional de Clubes de Elite (ECNL). O programa ganhou vários campeonatos nacionais e enviou vários jogadores para a Seleção Nacional Masculina dos EUA e para os principais clubes profissionais da Major League Soccer e do exterior. Esses jogadores incluem Jonathan Spector, Michael Bradley, Jay DeMerit, Mike Magee, Will Johnson, Michael Stephens e Bryan Namoff .

## Treinadores
- Bret Hall 1998-2000
- David Richardson 1986 - presente
- Oleg Vatchev 2002 - presente
- Ahmed R Gad 2001 - presente
- Michael Richardson 1986 - presente
- Nilton (Batata) DaSilva 1986 - presente
- Leo Kulinczenko 2000–2006 / 2009–2016
- Arthur Wyrot 1997 - presente